# Modern Times
Thời đại tân kỳ (tựa gốc tiếng Anh: Modern Times) là một bộ phim câm hài hước của Mỹ, công chiếu vào năm 1936, do Charlie Chaplin thực hiện. Phim xoay quanh nhân vật gã lang thang trong nỗ lực để tồn tại ở một thế giới công nghiệp hóa, hiện đại hóa. Bộ phim phản ánh sự bóc lột sức lao động và cuộc sống bấp bênh của hàng triệu người trong thời kỳ khủng hoảng, mà theo Chaplin, là do hậu quả của thời đại tân kỳ. Bộ phim phê phán sự công nghiệp hóa (kỹ nghệ hóa) và qua đó là nguyên nhân gây ra việc đánh mất cá tính, quyền cá nhân bởi áp lực thời gian và công việc vận hành đơn điệu, lệ thuộc vào máy móc. Phần đông nhân vật được diễn tả như bị xói mòn nhân cách, ngoại trừ nhân vật chính Charlie duy trì được sự nhạy cảm của mình và nhân tính, phản ánh qua tình yêu với cô gái lang thang.
Các diễn viên tham gia gồm Charlie Chaplin, Paulette Goddard, Henry Bergman, Stanley Sandford và Chester Conklin. Biên kịch và đạo diễn đều bởi Chaplin.
Thời đại tân kỳ được Thư viện Quốc hội Mỹ chọn bảo tồn trong Viện lưu trữ phim quốc gia Mỹ vì "ý nghĩa văn hóa".

## Nội dung

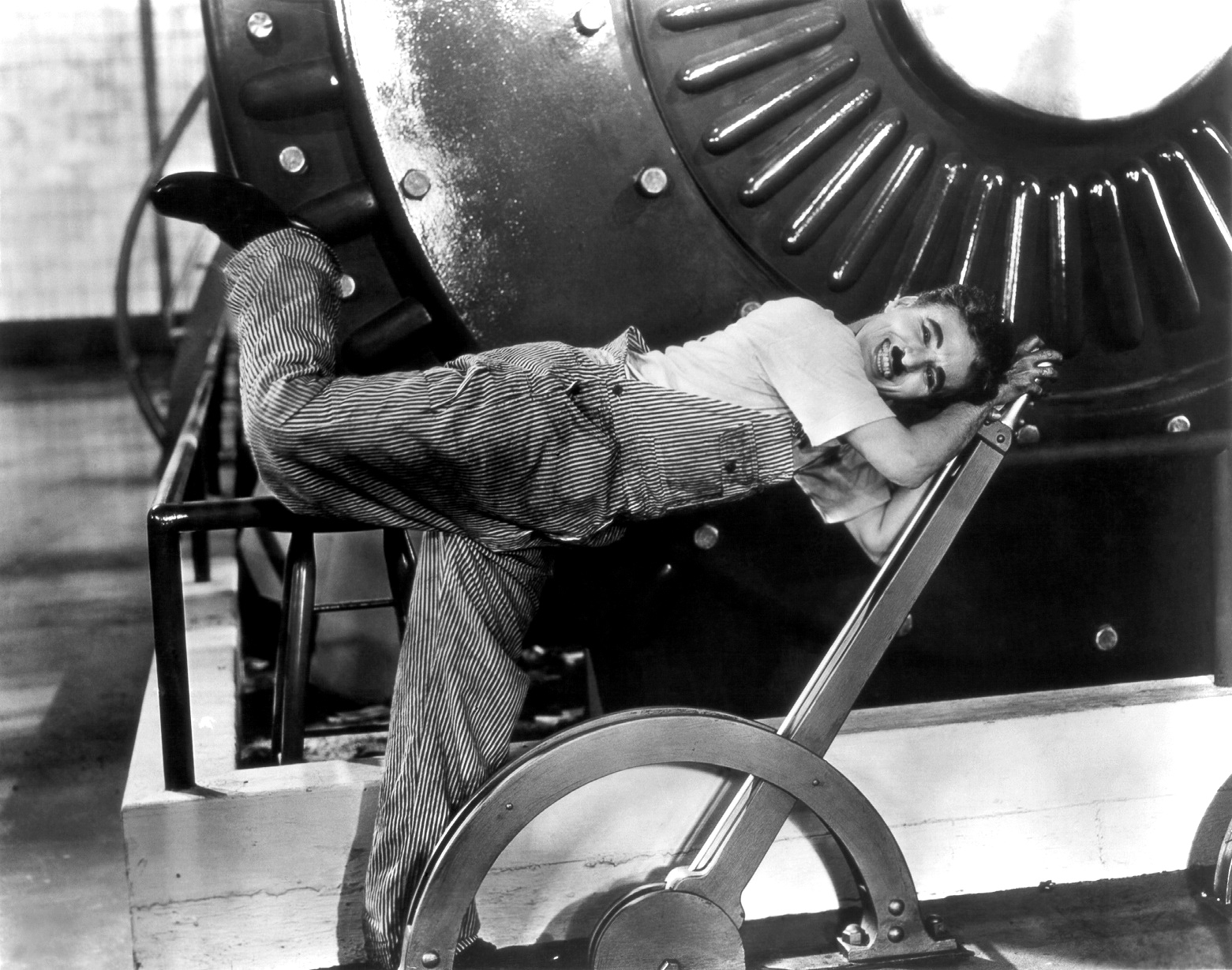
Charlie Chaplin trong phim Thời đại tân kỳ.

Thời đại tân kỳ kể về gã lang thang (Charlie Chaplin) làm công nhân nhà máy, gã làm việc siết con vít của các chi tiết máy chạy trên một dây chuyền lắp ráp. Sau khi trải qua một số chuyện kinh khủng như bị "ép ăn" bằng một cái máy ăn trưa hiện đại và phải làm việc với một tốc độ chóng mặt, gã hóa tâm thần và được người ta đưa vào bệnh viện. Sau khi rời khỏi đó, gã mất việc. Trên đường đi, gã lang thang thấy một lá cờ đỏ bị rơi và gã cố gắng trả lại, ngẫu nhiên lại thành người phất cờ đi đầu trong một đám biểu tình của người thất nghiệp. Cảnh sát ùa đến và do nhầm lẫn, gã lang thang bị tống vào tù. Trong tù, gã không may ăn nhầm phải thuốc phiện lậu và đi lung tung. Cũng nhờ thuốc mà gã có sức khỏe đánh gục bọn côn đồ định vượt ngục, gã trở thành một anh hùng và được trả tự do.
Ra ngoài, cuộc sống trở nên vô cùng khó khăn, gã lang thang cố gắng để bị bắt lại vào tù sau khi mất một công việc đứng đắn. Gã nhận tội thay cho một cô gái bụi đời mồ côi bố mẹ (Paulette Goddard) đang bị truy đuổi vì ăn cắp một ổ bánh mì trong lúc quá đói. Người ta bắt gã nhưng có một nhân chứng đã vạch trần trò bịp của gã và thế là gã vẫn tự do. Vì muốn bị bắt, gã lang thang vào cửa hàng và ngốn một lượng thức ăn khổng lồ mà không trả tiền. Khi bị cho lên xe tù, gã gặp lại cô gái nọ và họ cùng nhau bỏ trốn. Mơ ước một cuộc sống tốt đẹp hơn, gã lang thang làm việc bảo vệ gác đêm ở cửa hàng bách hóa, lén đưa cô gái vào và ăn trộm một ít thức ăn. Sáng hôm sau, người ta tìm thấy gã trong một đống vải trên quầy hàng, và gã đã bị bắt.
Mười ngày sau, cô gái đưa gã về ngôi nhà của họ - một căn chòi làm tạm mà cô thừa nhận "không phải nhưng sẽ là cung điện Buckingham". Hôm sau, gã lang thang đọc một mẩu tin quảng cáo và kiếm được một việc làm. Trong lúc làm việc, gã làm ông sếp kẹt vào cỗ máy và phải xoay xở đưa ông ta ra. Công nhân nhà máy đình công. Ngẫu nhiên gã lang thang làm bay một cục gạch vào đầu viên cảnh sát, gã lại phải vào tù. Hai tuần sau, gã được thả ra và gặp lại cô gái bụi đời, giờ đã là một vũ công ở quán cà phê, cô xin ông chủ cho gã vào làm việc trong quán. Đến đêm, gã trở thành một bồi bàn hữu dụng tuy không phân biệt nổi sự khác nhau giữa cửa "vào" và cửa "ra" trong nhà bếp, và đã đưa được một con vịt quay đến một bàn ăn. Đến màn biểu diễn, gã tự biên tự diễn một bài hát bằng nhiều ngôn ngữ, dùng các biện pháp chơi chữ và trở thành ngôi sao trong đêm đó. Bỗng cảnh sát xông vào để bắt cô gái bụi đời và họ lại cùng nhau chạy trốn. Bộ phim khép lại với cảnh hai con người bên nhau sánh bước trên con đường dài trong ánh bình minh, tương lai dẫu vẫn mù mịt nhưng lòng tràn trề hy vọng.

## Diễn viên
- Charlie Chaplin vai Gã lang thang

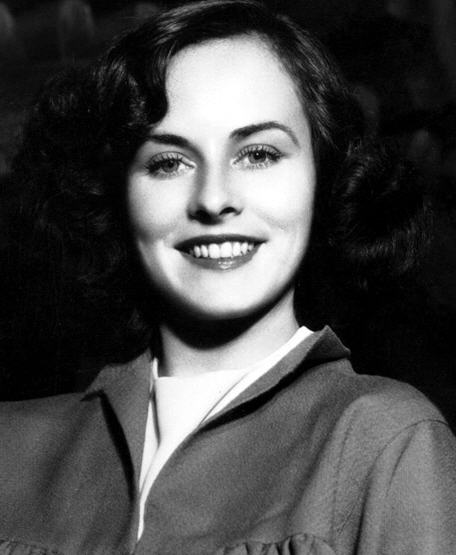
Nữ diễn viên Paulette Goddard.

- Paulette Goddard vai cô gái bụi đời
- Henry Bergman vai chủ quán cà phê
- Chester Conklin vai thợ máy
- Stanley Sandford vai Big Bill
- Hank Mann vai kẻ trộm
- Stanley Blystone vai bố của cô gái
- Al Ernest Garcia vai giám đốc nhà máy

## Đánh giá

### Danh sách củaAFI
- 1998 100 phim hay nhất #81
- 2000 100 phim hài #33
- 2007 100 phim hay nhất (đính chính) #78